# Kanaalpolder
De Kanaalpolder is een polder ten noorden van Philippine, behorende tot de Polders in de vaarwegen naar Axel en Gent,in de Nederlandse provincie Zeeland. 
De Kanaalpolder werd, in combinatie met de aanleg van het Philippinekanaal, aangelegd in 1900.
De polder heeft een oppervlakte van 86 ha, waarvan de zuidelijke punt wordt ingenomen door een woonwijk van Philippine.